# 中央电讯社
中央电讯社，是汪精卫政权的官方通讯社，归行政院宣传部领导。理事会为其最高权力机关。

## 历史
1940年5月1日，中央电讯社成立于南京，由汪精衛國民政府所屬中華通訊社和維新政府所屬中华联合通讯社合并而来。中央电讯社成立后，在上海、武汉、广州、苏州、徐州、南通、蚌埠、芜湖、杭州、香港、东京设立分社，在扬州、镇江、无锡、泰州、嘉兴、汕头设立通讯处，在天津、常州、常熟、盐城、昆山、崇明等地派驻通讯员。
日本投降后，中央电讯社被中華民國国民政府派员接受。

## 历任社长
1. 林柏生
2. 赵慕儒
3. 郭秀峰